# Andes (CDP, New York)
Pour les articles homonymes, voir Andes (homonymie).
Andes est une census-designated place du comté de Delaware, dans l'État de New York, aux États-Unis,. En 2020, elle compte une population de 189 habitants.